# Mélioïdose
 Mise en garde médicale
La mélioïdose est une maladie infectieuse bactérienne. Elle est due à un bacille tellurique, le Burkholderia pseudomallei (ou bacille de Whitmore), un germe invasif transmis par voie aérienne ou cutanée. Sa période d'incubation varie entre deux jours et plusieurs années. La mélioïdose est une maladie orpheline, sévère, avec un taux de mortalité élevé. De plus, c’est une maladie à forte récurrence, c’est-à-dire que la tendance aux rechutes est élevée. Bien qu'elle puisse apparaître à tout âge, elle est plus présente chez les personnes âgées de 40 à 60 ans.

## Histoire
Le bacille responsable fut identifié pour la première fois en 1912 en Birmanie par un médecin militaire, le capitaine A. Whitmore et son assistant C.S. Krishnaswami dans des abcès d'opiomanes décédés,.
La mélioïdose est endémique en Asie.

## Symptômes
Trois formes cliniques sont décrites : les formes aiguës, chroniques, et latentes.

### La forme aiguë
La forme aiguë de la mélioïdose présente des symptômes tels que des infections respiratoires.
Il existe deux types de mélioïdose sous forme aiguë. La première est la forme septicémique suraiguë, et la seconde est aiguë localisée.
La forme septicémique suraiguë est une maladie systémique. Le début est brutal, l’état général du malade est atteint. Une défaillance multi-viscérale s’installe à la suite d’un état de choc septique : insuffisance respiratoire, atteinte neurologique, etc. Se manifestant par une septicémie, elle est donc accompagnée de vomissements, fièvre élevée, diarrhées profuses, lésions cutanées et des abcès. La mortalité spontanée est inévitable.
La forme aiguë localisée quant à elle, vient de lésions suppurées. De manière générale, l’état du patient est déjà atteint et en dégradation. S’ajoute à cela un état de fièvre persistant et une détérioration des poumons : toux, expectoration purulente, etc. Cette forme de la mélioïdose s’apparente souvent à une tuberculose. Elle implique également de nombreux abcès aux niveaux viscéral abdominal, uro-génital, cutané et neurologique.

### La forme chronique
Cette forme de la mélioïdose apparaît chez les patients ayant séjourné en zone d’endémie, même si ce séjour s’est terminé plusieurs années auparavant. Les symptômes d’une mélioïdose chronique sont une fièvre persistante dans le temps et une dégradation de l’état général du malade. Si les poumons sont atteints, cela peut s’étendre sur plusieurs années, jusqu’à s’apparenter à une tuberculose ou une sarcoïdose (dans ce cas-là, la mise sous corticoïdes entraînerait de nombreuses complications de la mélioïdose).

### La forme latente
La principale cause de la mélioïdose sous forme latente est le portage asymptomatique du bacille de Whitmore. Le risque premier est la récurrence avec extériorisations cliniques très éloignées de la contagion, jusqu’à 30 ans.

## Épidémiologie
En règle générale, les hommes sont plus touchés par la mélioïdose que les femmes (selon un rapport de 1,4 contre 1 pour les femmes).
Burkholderia pseudomallei étant une bactérie saprophyte qui vit dans les sols et à la surface de l'eau, plusieurs cas ont été décrits après des catastrophes naturelles (inondations, tsunami…).
Plusieurs cas ont été signalés après le tsunami de 2004, notamment dans l’océan Indien (à Maurice, La Réunion, Madagascar, mais également en Thaïlande et en Indonésie). La bactérie a alors affecté les habitants locaux, mais aussi les touristes à leur retour dans leur pays.
Elle est endémique en Asie du sud et au nord de l'Australie, mais bien qu'elle soit rare, elle est également retrouvée en Afrique, en Amérique latine et au Moyen-Orient. Sa manifestation est plus fréquente chez le diabétique et l'alcoolique les néphropathes et pneumopathes chroniques, etc.
Bien que le mode de transmission reste mal connu, plusieurs sources ont aujourd’hui été soulevées. La transmission percutanée, plus souvent par l'intermédiaire d'une plaie, est la plus souvent décrite. La contamination se fait sur une peau lésée, à partir des eaux, boues ou sols infectés. Néanmoins, la contamination peut aussi être aérienne (par inhalation) ou digestive.
La mélioïdose étant une zoonose, l’infection passe à travers les animaux. Elle contamine en effet de nombreux mammifères domestiques et sauvages. C’est d’ailleurs pourquoi la bactérie a été retrouvée chez les porcs de Madagascar en 1936, ainsi que chez les chevaux du Jardin des plantes à Paris en 1975. Le transports d’animaux infectés peut être à l’origine de l’implantation de la bactérie dans des territoires vierges, loin du foyer initial.
Le germe peut pénétrer dans les macrophages et y rester quiescent de nombreuses années, pouvant expliquer une incubation qui peut atteindre quelques décennies.
D’autres cas ont été identifiés : un aux Seychelles en 2013, un en Guadeloupe en 2010, 13 en Australie en 2009, et un cas mortel chez un voyageur revenant de Martinique en 2010. Cela atteste la présence de la mélioïdose aux Caraïbes.

## Diagnostic[8]

### Examen clinique
L’examen médical utilise la palpation du patient. Elle peut mettre en évidence une augmentation de volume du foie et de la rate (hépatosplénomégalie).
Les patients souffrant de la forme suppurée de mélioïdose ont des abcès en grand nombre et des diarrhées aiguës.

### Diagnostic bactériologique[9]
Le diagnostic de certitude repose sur la mise en évidence de l'agent pathogène après culture sur milieu gélosé au sang. Le bacille de Whitmore se trouve à l'intérieur du pus prélevé dans les abcès, dans le sang ou dans l'urine.
La culture sur milieux standards reste l’examen de référence, avec une croissance de 24 à 48 heures selon l'inoculum et permettent d'isoler une colonie bactérienne pour identification par méthodes enzymatiques, spectrométrie de masse ou biologie moléculaire. Cet isolat permet secondairement de réaliser un antibiogramme, de préférence en milieu liquide.

### La sérologie classique (détection d’anticorps)
Elle consiste en la mise en évidence des anticorps spécifiques à la maladie (les IgG et les IgM). C’est la réaction de déviation du complément qui permet d'orienter le diagnostic.
L’intérêt de cette méthode de diagnostic est limité en région d’endémie où la séroprévalence dans certains groupes dépasse 40 %. De plus les techniques sérologiques manquent de spécificité et de sensibilité.

### L’examen anatomopathologique
Cet examen montre des lésions granulomateuses chez les patients atteints de mélioïdose. C’est aussi un diagnostic différentiel avec la tuberculose.

### Les tests de diagnostic rapide (TDR)
Leur intérêt vient du long délai de la culture et de l’identification bactériologique sur lesquels repose le diagnostic de certitude.
On retient trois types de test de diagnostic rapide (TDR) :
- anticorps : immunochromatographie (ICT). Meilleure sensibilité (87 %) ;

- antigènes : immunofluorescence directe. Meilleure spécificité (97 %) ;

- génome : RT-PCR.

Parmi les différents sites de prélèvement, le pus a la meilleure sensibilité (84 %) et le crachat la meilleure spécificité (99 %). Sur les prélèvements sanguins, l’immunochromatographie (ICT) reste la méthode la plus sensible (87 %) et la RT-PCR la plus spécifique (95 %).
Ces recherches peuvent être utiles au diagnostic mais aussi aider à préciser la prévalence de l'infection dans une population donnée.

### L'imagerie
Une fois le diagnostic établi, l'imagerie permet d'évaluer l'étendue de la maladie.

### Les diagnostics différentiels
Les diagnostics différentiels sont : la tuberculose, la pneumonie et d'autres maladies infectieuses (peste, syphilis et fièvre typhoïde).

## Prise en charge thérapeutique
La mélioïdose possède un traitement curatif. Il consiste en une antibiothérapie d’attaque en intraveineuse. Ce traitement se fait sur une dizaine de jours au minimum par ceftazidime (120 mg/kg/j) ou carbapénème. Une fois que les fièvres ont disparu, un traitement d’entretien par antibiotique est mis en place. Ce traitement se fait sur 3 à 5 mois par voie orale (sulfaméthoxazole et triméthoprime). Des récidives sont possibles, souvent en rapport avec une antibiothérapie écourtée ou mal respectée. Ce schéma de traitement a été proposé par N.J. White dans sa synthèse sur la mélioïdose de 2003. On trouve parfois, associé à cette antibiothérapie, des ponctions et drainages des lésions contaminées.
Sans traitement la maladie est mortelle. Le traitement est donc mis en place dès que la mélioïdose est suspectée avant même qu’elle soit confirmée. Même avec la mise en place du traitement, la maladie reste mortelle à 50 % sous sa forme septicémique et à 20 % sous les formes localisées.
Une double voir triple associations antibiotiques est recommandé, ce qui rend le traitement coûteux et parfois dur à suivre.

## Prévention
La maladie étant mal connue, il n’existe que peu de prévention possible, outre le fait de limiter les expositions. En cas de voyage dans une des zones endémiques, il est conseillé de bien protéger la peau dans les zones humides, surtout si elle présente des plaies.
B. pseudomallei semble très peu immunisante et les essais vaccinaux avec B. thailandensis, ou des souches atténuées de B. pseudomallei, ont été peu fructueux. La mise au point d’un vaccin semble donc lointaine et intéresse peu les industries pharmaceutiques, car la maladie reste endémique de pays pauvres, et elle présente une forte complexité pathogénique.